# Nada Além da Graça (álbum)
Nada Além da Graça é um álbum ao vivo do cantor brasileiro Delino Marçal, lançado em dezembro de 2015 pela MK Music, sendo seu primeiro trabalho pela gravadora.
Todas as canções são de autoria do próprio cantor. A canção "Deus é Deus" foi escolhida como primeira de trabalho e ganhou versão videoclipe.

## Faixas
1. Sonhe Grande
2. Cheio de Deus
3. Vim Falar com Deus
4. Corre do Pecado
5. O Senhor do Tempo
6. Deus é Deus
7. Me Batiza com Fogo
8. Que Amor é Esse
9. Quem eu Era
10. Autor da Vida
11. Deus é Maior
12. Fiel é Deus
13. Chamados à Santidade
14. Nasci para Adorar

## Clipes
| Música      | Lançamento            |
| ----------- | --------------------- |
| Deus é Deus | 7 de dezembro de 2015 |